# Jeon Ji-hee
Dans ce nom coréen, le nom de famille, Jeon, précède le nom personnel Ji-hee.
Pour les articles homonymes, voir Jeon.
Jeon Ji-hee, née le 28 octobre 1992 à Langfang, est une pongiste sud-coréenne.

## Biographie
Jeon Ji-hee (Coréen : 전지희), née Tian Minwei (Chinois : 田旻煒), a grandi en Chine. Elle a déménagé à 16 ans en Corée du Sud et elle est naturalisée en 2011.
Tout au long de sa carrière, elle a remporté de nombreux titres en double dames et mixte. On peut citer les Open d'Australie, de Croatie, de République Tchèque, d'Allemagne, de Hongrie, de Pologne ou encore d'Argentine.
Elle a gagné également en simple l'Open du Maroc en 2011 et l'Open du Chili, d'Argentine et d'Espagne en 2015.
Avec l'équipe unifiée de Corée, elle ramène une médaille de bronze aux championnats du monde par équipes de 2018.
Elle est sacrée championne d'Asie en double dames en 2021 avec Shin Yu-bin. Elle remporte deux médailles d'argent dans cette même compétition, une en par équipes et une en double mixte avec Jang Woo-jin.
Elle devient vice-championne du monde en double dames avec Shin Yu-bin aux championnats du monde 2023 à Durban. Elles perdent en finale contre la paire chinoise Chen Meng/Wang Yidi.
En juillet 2023, après avoir remporté le titre en double dames du WTT Contender de Lima avec Shin Yu-bin, elles sont la 1re paire mondiale à ce moment.
Elle est 34e mondiale en juillet 2023.

## Style de jeu
Elle est gauchère et utilise une prise de raquette classique.